# McCool Junction
McCool Junction és una població dels Estats Units a l'estat de Nebraska. Segons el cens del 2000 tenia 385 habitants.

## Demografia
Segons el cens del 2000, McCool Junction tenia 385 habitants, 162 habitatges, i 103 famílies. La densitat de població era de 512,6 habitants per km².
Dels 162 habitatges en un 34% hi vivien nens de menys de 18 anys, en un 58% hi vivien parelles casades, en un 4,9% dones solteres, i en un 36,4% no eren unitats familiars. En el 30,9% dels habitatges hi vivien persones soles el 14,8% de les quals corresponia a persones de 65 anys o més que vivien soles. El nombre mitjà de persones vivint en cada habitatge era de 2,38 i el nombre mitjà de persones que vivien en cada família era de 3,06.
Per edats la població es repartia de la següent manera: un 28,1% tenia menys de 18 anys, un 5,2% entre 18 i 24, un 31,2% entre 25 i 44, un 22,1% de 45 a 60 i un 13,5% 65 anys o més.
L'edat mediana era de 35 anys. Per cada 100 dones de 18 o més anys hi havia 102,2 homes.
La renda mediana per habitatge era de 38.875 $ i la renda mediana per família de 45.417 $. Els homes tenien una renda mediana de 29.333 $ mentre que les dones 17.321 $. La renda per capita de la població era de 16.598 $. Aproximadament el 3,8% de les famílies i el 3,5% de la població estaven per davall del llindar de pobresa.

## Poblacions més properes
El següent diagrama mostra les poblacions més properes.